# Jade North
Jade North (n. Taree, Australia; 7 de enero de 1982) es un futbolista australiano que se desempeña como defensor en el Brisbane Strikers.

## Clubes
| Club                  | País          | Año         |
| --------------------- | ------------- | ----------- |
| Brisbane Strikers     | Australia     | 1998 - 2001 |
| Sydney Olympic        | Australia     | 2001 - 2003 |
| Perth Glory           | Australia     | 2003 - 2004 |
| Newcastle United Jets | Australia     | 2005 - 2009 |
| Incheon United        | Corea del Sur | 2009        |
| Tromsø IL             | Noruega       | 2010        |
| Wellington Phoenix    | Nueva Zelanda | 2010 - 2011 |
| F. C. Tokyo           | Japón         | 2011        |
| Consadole Sapporo     | Japón         | 2012        |
| Brisbane Roar         | Australia     | 2013 - 2018 |
| Murray United         | Australia     | 2019        |
| Eastern Suburbs       | Nueva Zelanda | 2020        |
| Brisbane Strikers     | Australia     | 2023        |